# Alexandre do Nascimento
Alexandre do Nascimento OP (en español: Alejandro del Nacimiento; Malanje, 1 de marzo de 1925-Luanda, 28 de septiembre de 2024) fue un eclesiástico católico angoleño, siendo el primer cardenal de su país. Fue arzobispo de Luanda de 1986 a 2001, primer arzobispo de Lubango, de 1977 a 1986 y obispo de Malanje, de 1975 a 1977.

## Biografía
Alexandre (Alejandro) nació el 1 de marzo de 1925, en la ciudad de Malanje, de la entonces África Occidental Portuguesa.
En 1937, se matriculó en el Seminario de Bangalas, frecuentando posteriormente el de su ciudad natal y finalmente el Seminario Mayor de Luanda. En 1948, fue enviado a estudiar a Roma, a la Pontificia Universidad Gregoriana, donde obtuvo el título de bachiller en Filosofía y la licenciatura en Teología.
Durante su exilio en Portugal, estudió derecho civil en la Universidad de Lisboa.

### Sacerdocio
Su ordenación sacerdotal fue el 20 de diciembre de 1952, en Roma, a manos del arzobispo Luigi Traglia.
Se desempeñó como profesor de teología dogmática en el Seminario Mayor de Luanda y redactor principal del periódico católico O apostolado ("El apostolado"), entre 1953 y 1956.  
Posteriormente, de 1956 a 1961, ocupó el cargo de predicador de la Catedral de Luanda. Durante esos años, también ocupó los cargos de subdirector de Radio Católica, asistente de grupos familiares y asistente espiritual de los trabajadores portuarios.

#### Exilio en Portugal
Junto con muchos otros sacerdotes en 1961 se vio obligado a exiliarse en Portugal, siendo un simpatizante de la causa nacionalista, mal vista por las autoridades portuguesas bajo las cuales todavía se encontraba Angola. Aterrizado en Lisboa, permaneció allí durante una década, hasta 1971. Ejerció su ministerio pastoral en diversas parroquias, ocupando también el cargo de consejero del Movimiento de los Equipos de Nuestra Señora. 

#### Regreso a la patria
Después de regresar a su tierra natal, de 1971 a 1975, en el contexto de la entonces diócesis de Lubango, fue profesor de moral y teología así como asesor del Instituto de Ciencias Sociales Pío XII, así como miembro de la curia diocesana. 
Fue también secretario general de Cáritas angoleña, presidente del Tribunal Eclesiástico de Luanda, miembro del consejo presbiteral y de la comisión diocesana para el Año Santo de 1975 y finalmente asistente especial de estudiantes y ex presos políticos. En 1975, Angola finalmente se independizó de Portugal, como muchos otros países africanos bajo su dominio.

### Episcopado
El 10 de agosto de 1975, el papa Pablo VI lo nombró obispo de Malanje. Fue consagrado el 31 del mismo mes, en la catedral de Luanda, a manos del arzobispo Giovanni De Andrea.
Eligió el lema: Turres fortissima nomen Domini, que traducido significa El nombre del Señor es una torre fuerte (Proverbios 18, 10). 
Tomó posesión de su sede durante una ceremonia realizada en la Catedral de Malanje.
El 3 de febrero de 1977, fue promovido a la recién elevada arquidiócesis de Lubango y al mismo tiempo, nombrado administrador apostólico ad nutum Sanctae Sedis de Pereira de Eça, diócesis que tomaría su nombre en Ondjiva el 16 de mayo de 1979 en virtud del decreto Cum Excellentissimus de la Congregación para la Evangelización de los Pueblos.
Más tarde, tomó posesión de la arquidiócesis durante una ceremonia celebrada en la Catedral de Lubango. 
El 27 de junio de 1977, durante un consistorio presidido por el papa, pidió personalmente el palio, símbolo de comunión entre el metropolitano y la Santa Sede.
- Vicepresidente de la Conferencia Episcopal de Angola y Santo Tomé (1975-1981).
- Miembro del Comité Permanente de la Conferencia Episcopal.
- Presidente de la Comisión Episcopal para la Asistencia Social y las Misiones.

Fue noticia en los periódicos de todo el mundo cuando, el 15 de octubre de 1982, durante una visita pastoral, fue secuestrado por guerrilleros armados. El papa Juan Pablo II pidió su liberación durante el Ángelus del domingo 31 de octubre y después de su discurso fue finalmente liberado el 16 de noviembre del mismo año.
El 16 de febrero de 1986, el papa Juan Pablo II lo trasladó a la  arquidiócesis de Luanda. Tomó posesión de la sede durante una ceremonia realizada en la Catedral de Luanda. El 29 de junio, fue de nuevo a la basílica vaticana para recibir el palio. 
Participó en la VIII Asamblea General Ordinaria del Sínodo de los obispos, celebrada en la Ciudad del Vaticano del 30 de septiembre al 28 de octubre de 1990.
- Presidente de la Conferencia Episcopal de Angola y Santo Tomé (1990-1997).

También participó en la I Asamblea Especial para África del Sínodo de los Obispos, celebrada también en la Ciudad del Vaticano del 10 de abril al 8 de mayo de 1994.
En el 2000, presentó su renuncia como lo establece el Código de Derecho Canónico. El 23 de enero de 2001, el papa Juan Pablo II aceptó su renuncia, como arzobispo de Luanda, nombrado a su sucesor al mismo tiempo.

### Cardenalato
El 5 de enero de 1983, al final de la audiencia general de los miércoles del papa Juan Pablo II, se hizo público que sería creado cardenal. Fue creado cardenal por el papa Juan Pablo II durante el consistorio del 2 de febrero del mismo año, con el titulus de cardenal presbítero de San Marcos en Agro Laurentino; convirtiéndose el primer angoleño en ser incorporado al Colegio Cardenalicio.
En 1983, fue nombrado presidente de Caritas Internationalis, ocupando este cargo hasta 1991. En la Cuaresma de 1984, predicó los ejercicios espirituales para la Curia romana, en la que el papa también participó.
En 2005, cumplió 80 años, con lo cual perdió su participación en cualquier eventual cónclave. Tras la muerte de Juan Pablo II, solo un mes más tarde, por su edad no pudo participar en el cónclave de 2005, que concluyó con la elección de Benedicto XVI.
Posteriormente, participó en la II Asamblea Especial para África del Sínodo de los obispos, del 4 al 25 de octubre de 2009, sobre el tema "La Iglesia en África, al servicio de la reconciliación, la justicia y la paz: vosotros sois la sal de la tierra, vosotros sois la luz del mundo".
Tras la renuncia del papa Benedicto XVI, por su edad (88 años) no pudo participar en el cónclave de 2013, que finalizó con la elección de Francisco.
El 5 de junio de 2015, con noventa años, ingresó en la Fraternidad Sacerdotal de la Orden de Predicadores: el padre Rui Carlos Lopes, que presidía la celebración, declaró sentirse honrado de recibir al cardenal entre los dominicos, calificado como un gran hombre de fe. Se convirtió en el primer sacerdote, obispo y cardenal angoleño en ingresar a esta rama de la familia dominicana.

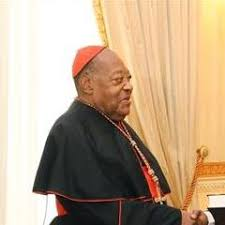
El cardenal en agosto de 2020.

Tras la muerte del cardenal Jozef Tomko, el 8 de agosto de 2022, se convirtió en el cardenal vivo con mayor edad.

### Fallecimiento
Falleció la tarde del 28 de septiembre de 2024 en un hospital de Luanda, a causa de una enfermedad, a la edad de 99 años.
La parroquia de la Sagrada Familia, acogerá los restos del cardenal desde el día 6 hasta el día 8 de septiembre, en que pasará a la Catedral de Luanda para ser enterrado en la cripta del episcopologio luandés.
El presidente de Angola, João Lourenço, expresó su pesar en un mensaje en el que destacó al cardenal do Nascimento como uno de los "hijos más ilustres de la nación", asegurando que sus logros "se perpetuarán a lo largo de las generaciones". Por su parte, el presidente de Portugal, Marcelo Rebelo de Sousa, evocó a "su antiguo colega de la Facultad de Derecho", resaltando que el cardenal dejó "una vida muy intensa, de casi un siglo", y lo describió como "teólogo, filósofo y humanista".

## Homenajes
El 19 de julio de 2010, en Luanda, fue condecorado por el Presidente de la República Portuguesa, Aníbal Cavaco Silva, con la Gran Cruz de la Orden de Cristo por su compromiso con la realización de la paz y la reconciliación entre los angoleños.
- Doctorado honoris causa, por la Universidad Católica de Angola; 2019.[1]

## Obras publicadas
- Después de 15 años, hora verdaderamente eucarística en las calles de Luanda: discurso pronunciado al final de la procesión del cuerpo de Dios.
- Caminos de esperanza.
- Cómo leo el libro de Rut.
- Diario íntimo y otros escritos de piedad.
- El concepto de civilización y su incidencia.
- Del hombre sin fe – sus posibilidades y límites – Según Francisco Suárez.
- Escritos pastorales
- La experiencia constitucional angoleña y la justificación de los derechos fundamentales.
- Libro de ritmos.
- Meditaciones para el Año Santo.
- Pequeño Libro de Nuestra Señora.
- Sobre la belleza y la moral.